# Nelson Saldanha
Nelson Nogueira Saldanha (Recife, 5 de fevereiro de 1933 - Recife, 10 de julho de 2015) foi um jurista, filósofo, professor e escritor brasileiro.

## Formação
Formou-se em Direito em 1955 pela Faculdade de Direito do Recife, da Universidade Federal de Pernambuco. Na mesma instituição, obteve o título de Doutor em Direito em 1958, desenvolvendo uma análise histórica sobre as formas de governo.
Em 1960, tornou-se Livre-docente em Direito pela mesma instituição, com a defesa de tese sobre o poder constituinte.
Além da formação jurídica, Nelson Saldanha também se tornou Bacharel em Filosofia pela Universidade Católica de Pernambuco (Unicap) em 1956.

## Atuação profissional
Na Faculdade de Direito do Recife, foi convidado a lecionar logo após se tornar bacharel em 1955. Tornou-se Professor de Teoria Geral do Estado e História do direito na UFPE até sua aposentadoria em 1992.
Após sua aposentadoria, também lecionou na Universidade Católica de Pernambuco (Unicap) entre 1997 e 1998. E foi Professor Titular da Faculdade Damas da Instrução Cristã (Fadic), a partir de 2012. Atuou ainda no Conselho Editorial da Revista Brasileira de Engenharia e como seminarista da Fundação Joaquim Nabuco.
Foi professor do Departamento de Filosofia e dos cursos de mestrado em história, filosofia, sociologia e direito da UFPE. Saldanha participou do Instituto Brasileiro de Filosofia, da Associação Internacional de Filosofia Jurídica e Social, da Academia Brasileira de Filosofia, além de ter colaborado com jornais do estado, revistas nacionais e internacionais. Entre seus livros estão 'Legalismo e Ciência do Direito' (1977), 'Humanismo e História' (1983), 'Formação da Teoria Constitucional' (1983), 'Teoria do Direito e Crítica Histórica' (1987), 'Historicismo e Culturalismo' (1986), 'A Relva e o Calendário – poesia' (1990) e 'O Declínio das Nações e Outros Ensaios' (1990).
Destacou-se no campo do Direito Constitucional, Sociologia do Direito, Filosofia do Direito e História das Ideias Jurídicas. Segundo ele, 
"não existe ordem, nem na arrumação das coisas nem na agrupação dos homens sem que (ou antes que) se possa pensar e sobretudo dizer que ela existe: antes que alguém a veja, pense, situe, estime ou desestime. Entre o existir da ordem, como realidade ‘em si’, e o crescimento de uma instância crítica, instalada diante dela, medeia este vago problema do ‘saber’ou seja, da presença de um pensar que antes de mais nada descobre na ordem o fato de não ser uma desordem."
Para Nelson Saldanha, a ordem era simplesmente, e antes de tudo, uma forma, pois:
"A ordinalidade das representações do espírito é algo evidente e é uma constante através da história. Deste modo o reexame da noção de ordem tinha de ser um ponto de partida. Santo Agostinho, no De Ordine, deixou dito que nada se faz fora da ordem, até porque todas as causas encaixam na ordem e nada ocorre sem causa."

## Atuação literária

### Vida associativa
Pertenceu e integrou:
- Academia Pernambucana de Letras - Ocupou a cadeira 12
- Instituto Brasileiro de Filosofia
- Associação Internacional de Filosofia Jurídica e Social
- Academia Brasileira de Filosofia[3]

### Obras publicadas
- Estado, Jurisdição e Garantias - Um capítulo de História Constitucional
- Sociologia e Direito (1970)[nota 2]
- Legalismo e ciência do direito (1977)
- Humanismo e história (1983)
- Formação da teoria constitucional (1983)
- Constituição & Crise constitucional (1986)[8]
- Teoria do direito e crítica histórica (1987)
- Historicismo e culturalismo (1986)
- A relva e o calendário – poesia (1990)
- O declínio das nações e outros ensaios (1990)[3]
- Filosofia do Direito (1998)[7]